# Умершие в августе 1999 года
Это список известных людей, соответствующих установленным критериям значимости (см. Википедия:Критерии значимости персоналий), умерших в августе 1999 года.
Причина смерти указывается лишь в исключительных случаях (убийство, самоубийство, гибель в результате военных действий, смертная казнь, ДТП или несчастные случаи). В остальных случаях — не указывается.
- 1 августа — Иван Журавка (85) — Полный кавалер ордена Славы.
- 3 августа — Александр Плющ (76) — Герой Советского Союза.
- 4 августа — Маргарита Агашина (75) — известная российская поэтесса, автор текста многих известных песен.
- 4 августа — Елена Юнгер (89) — советская и российская актриса театра и кино, народная артистка РСФСР.
- 5 августа — Римма Жукова (74) — советская спортсменка-конькобежец, заслуженный мастер спорта СССР, чемпионка Олимпийских игр.
- 8 августа — Василий Мельник (79) — Герой Советского Союза.
- 9 августа — Юрий Волынцев (67) — советский и российский актёр театра и кино, народный артист РСФСР.
- 10 августа — Гиви Сванидзе (77) — советский, грузинский гидролог.
- 10 августа — Виктор Степанченко (77) — Герой Советского Союза.
- 11 августа — Пётр Кондрашов (78) — советский государственный деятель.
- 11 августа — Владимир Литвинов (88) — Герой Советского Союза.
- 12 августа — Павел Арсенов (63) — армянский советский и российский кинорежиссёр и актёр, Заслуженный деятель искусств РФ (1997).
- 12 августа — Виталий Довгопол (87) — советский государственный и партийный деятель, 2-й секретарь Свердловского областного комитета КПСС (1964—1966), лауреат Сталинской премии.
- 13 августа — Натаниэл Клейтман (104) — американский нейрофизиолог, пионер научного изучения сна.
- 13 августа — Сергей Костин (29) — Герой Российской Федерации.
- 14 августа — Владимир Киселёв (62) — советский хоккеист.
- 15 августа — Виктор Анисимов (74) — Герой Советского Союза.
- 16 августа — Любиша Брочич (87) — югославский футбольный тренер.
- 16 августа — Антонина Дмитриева (69) — советская и российская актриса, народная артистка РСФСР.
- 18 августа — Татьяна Бачелис (81) — российский театровед, киновед, театральный критик.
- 18 августа — Ханох Левин (55) — израильский поэт и драматург; рак.
- 19 августа — Михаил Исиналиев (70) — казахстанский государственный и партийный деятель, дипломат. Министр иностранных дел Казахской ССР.
- 19 августа — Герман Тальмре (86) — эстонский гобоист.
- 20 августа — Мефодий Шевченко (92) — Герой Советского Союза.
- 21 августа — Веня Дркин (Александр Литвинов, 29) — русский поэт, музыкант, бард.
- 21 августа — Евгений Елисеев (90) — советский футболист, полузащитник и тренер.
- 21 августа — Ежи Харасымович (66) — польский поэт.
- 22 августа — Александр Демьяненко (62) — советский и российский актёр театра и кино, Народный артист РСФСР; сердечная недостаточность.
- 23 августа — Джеймс Уайт (71) — британский писатель-фантаст, один из представителей «новой волны».
- 24 августа — Наум Пейсаховский (90) — участник Великой Отечественной войны, Герой Советского Союза.
- 24 августа — Илья Тюрин (19) — русский поэт, философ, рок-музыкант; трагически погиб (утонул в реке).
- 28 августа — Борис Берестовский (76) — участник Великой Отечественной войны, Герой Советского Союза.
- 28 августа — Лев Говорухин (78) — участник Великой Отечественной войны, Герой Советского Союза.
- 29 августа — Борис Бойко (76) — советский и белорусский физик, академик Национальной академии наук Беларуси.
- 30 августа — Реваз Джапаридзе (76) — грузинский советский писатель и киносценарист. Грузинский политик.
- 30 августа — Христофор Иванян (78) — генерал-лейтенант, советский, армянский военный деятель.
- 30 августа — Николай Илюшичев (76) — Полный кавалер ордена Славы.
- 30 августа — Дементий Шмаринов (92) — советский график и рисовальщик.
- 31 августа — Ирина Янина (32) — медицинская сестра, сержант, Герой Российской Федерации.